# ABS-6
ABS-6 (LMI-1, ABS-1, Lockheed Martin Intersputnik, Asia Broadcast Satellite) — коммерческий геостационарный телекоммуникационный спутник Lockheed Martin A2100AX с расчётным сроком эксплуатации до 2023 года. До 2014 года располагался на позиции 75° восточной долготы и обеспечивал ретрансляцию на 4/5 мира. Больше всего использовался для региона Индийского океана. 
Спутник выведен на орбиту ракетой-носителем «Протон» с космодрома Байконур 27 сентября 1999 года, в коммерческой эксплуатации с ноября 1999 года. Контрольная станция — «Дубна» (Россия).
В сентябре 2006 компания Lockheed Martin Intersputnik была куплена компанией Asia Broadcast Satellite (ABS, Гонконг) и спутник LMI-1 был переименован в ABS-1.
Наземные станции обеспечения были расположены в Германии и Гонконге. Спутник обеспечивал трансляцию более чем 175 телеканалов, среди них — более десяти российских со свободным доступом: 2x2, Звезда, НТВ, РБК ТВ, СТС, ТНТ и другие, платные пакеты «Радуга ТВ», а также российский музыкальный телеканал A-ONE. До начала октября 2012 года транслировался «Перец».
После вывода на геостационарную орбиту и перевода в орбитальную позицию 75° восточной долготы спутника ABS-2, ABS-1 был переведён в орбитальную позицию 159° восточной долготы и переименован в ABS-6
Следует отметить, что качество сигнала спутника значительно сильнее зависит от атмосферных явлений, таких как туман, дождь, снег, в сравнении, например, с Amos или Astra 4A. Поэтому в местностях с большой частотой осадков желательно выбирать зеркало антенны большего размера чем 0,9 м.